# ZHAW School of Management and Law
Die ZHAW School of Management and Law (SML) ist ein Departement der Zürcher Hochschule für Angewandte Wissenschaften (ZHAW). An ihr wird zu Themen wie Wirtschaft, Recht, Management und öffentliche Verwaltung gelehrt und geforscht. Die School of Management and Law hat rund 9'000 Studierende (Stand 2025) in Aus- und Weiterbildung und ist unter anderem von AACSB, EQUIS und AMBA akkreditiert («Triple Crown»). Ihren Standort hat sie in Winterthur in der Schweiz.

## Geschichte
Die Hochschule wurde 1968 unter dem Namen Höhere Wirtschafts- und Verwaltungsschule (HWV) als Lehrinstitut für Wirtschaft und Verwaltung gegründet, um Kaufleuten eine wissenschaftlich fundierte Aus- und Weiterbildung anzubieten. Anfangs wurde ausschließlich ein Studium zum Diplom-Betriebsökonom angeboten. 1996 erfolgte der Umzug nach Winterthur und die Umbenennung in Zürcher Höhere Wirtschafts- und Verwaltungsschule (HWV) Winterthur. 1998 schloss sich die HWV mit dem Technikum Winterthur zusammen und wurde zum Departement Wirtschaft und Management beziehungsweise zur School of Management der Zürcher Hochschule Winterthur (ZHW). 2007 wurde die School of Management eines von insgesamt acht Departements der neu gegründeten ZHAW. 2008 wurde das Departement in School of Management and Law (SML) umbenannt. Die SML war 2024 das Departement der ZHAW mit den meisten Studierenden.

## Kennzahlen und Studiengänge
An der SML sind Stand 2025 rund 9'000 Studierende in Aus- und Weiterbildung eingeschrieben. Sie beschreibt ihre Studiengänge als wissenschaftlich fundiert, interdisziplinär und praxisorientiert. Laut SML soll das Studium Voraussetzungen für anspruchsvolle Positionen in verschiedensten Branchen in Wirtschaft und Verwaltung bieten. Die Studiengänge können in Vollzeit oder berufsbegleitend in Teilzeit absolviert werden.
Im Bachelorstudium werden die Studiengänge «International Management», «Wirtschaftsinformatik», «Wirtschaftsrecht», «Betriebsökonomie» und «Angewandtes Recht» angeboten. Im Studiengang Betriebsökonomie können Bachelor-Studierende aus acht Vertiefungsmodulen wählen, z. B. «Banking and Finance», «General Management» oder «Politics and Management».
Als Masterstudiengänge werden «Accounting and Controlling», «Banking and Finance», «Business Administration», «Circular Economy Management», «International Business», «Management and Law» und «Wirtschaftsinformatik» angeboten. Im Studiengang «Business Administration» besteht mit «Health Economics and Healthcare Management», «Innovation and Entrepreneurship», «Marketing», «Public Management» und «Unternehmensentwicklung» die Wahl zwischen fünf unterschiedlichen Schwerpunkten.
Die SML bietet zudem rund 260 Weiterbildungsangebote an. Führungslehrgänge werden dabei sowohl für Personen aus der freien Wirtschaft als auch für Mitglieder von Exekutivbehörden angeboten. Die besten Studierenden können in die International Honor Society Beta Gamma Sigma aufgenommen werden.
Weltweit hat die SML 194 Partnerhochschulen in 50 Ländern (Stand 2025). Ein international mit Vertretern aus Wirtschaft, Staat, Bildung und Gesellschaft besetzter Beirat berät die SML bei Entscheidungen und Strategien, als Vorsitzender des Beirats fungiert Martin Hirzel. Der Umsatz von 12,7 Mio. Schweizer Franken ergab sich aus Mitteln von Dritten (38 %) und öffentlichen Förderagenturen (62 %).

## Standort

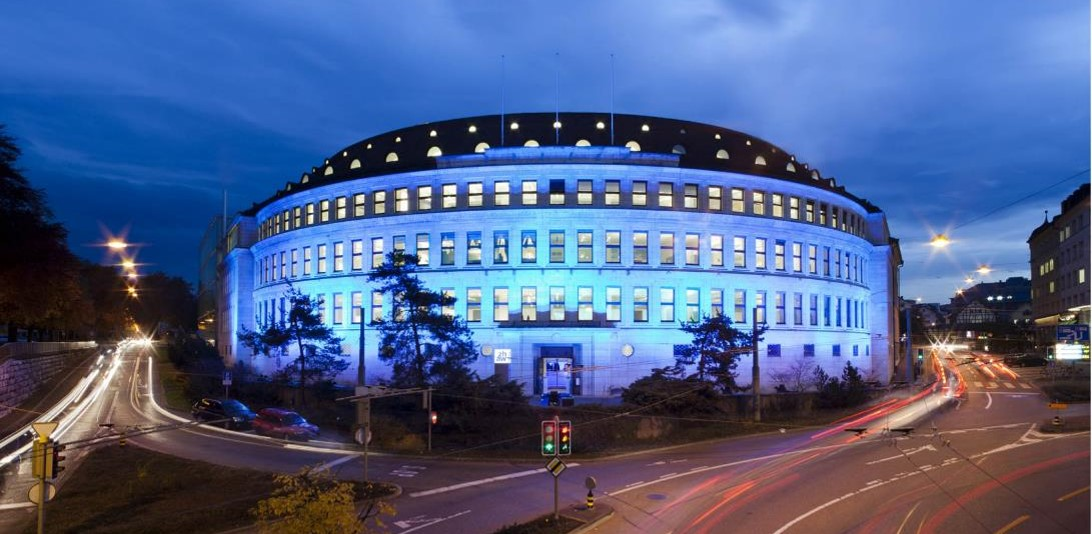
Volkartgebäude in Winterthur (Standort der School of Management and Law)

Das Hauptgebäude der SML ist das Volkartgebäude, das 1928 im Stadtzentrum von Winterthur eingeweiht wurde. Das vom Architekten Robert Rittmeyer entworfene Gebäude diente zunächst als Handelshaus der Gebrüder Volkart und wird seit Mitte der 1990er-Jahre von der Höheren Wirtschafts- und Verwaltungsschule bzw. ihrer Nachfolgeinstitution, der SML, genutzt. Weitere Gebäude, in denen Veranstaltungen der SML stattfinden, sowie die Bibliothek befinden sich ebenfalls in unmittelbarer Nähe zum Hauptgebäude in der Winterthurer Innenstadt. Seit 2019 ist die SML in sieben Stockwerken des Roten Turmes in Winterthur eingemietet.

## Akkreditierungen
Die SML ist seit 2015 nach den Standards der Association to Advance Collegiate Schools of Business (AACSB) akkreditiert. Anschliessend erhielt die SML 2023 mit dem internationalen Qualitätslabel des European Quality Improvement System (EQUIS) und 2025 mit der AMBA-Akkreditierung weitere internationale Gütesiegel für hohe Qualität in Lehre, Forschung und Weiterbildung. Mit diesen drei internationalen Akkreditierungen verfügt die SML über die sogenannte «Triple Crown». Sie ist zudem Stand 2024 mit ausgewählten Studiengängen und Weiterbildungen in Rankings der Wirtschaftszeitung Financial Times vertreten, ebenso in deren Auflistung der besten europäischen Business Schools.
- FT European Business School Ranking: Rang 62 (2024)[31]
- FT Masters in Management Ranking: Rang 51 (2024)[32]
- FT Masters in Finance Ranking: Rang 50 (2025)[33]
- FT Executive Education Open Ranking: Rang 82 (2025)[34]
- FT Executive Education Custom: Rang 94 (2025)[35]
- FT Europe's Leading Start-up Hubs: Rang 50 (2025)[36]

## Forschung und Aktivitäten
In ihrer Forschung arbeitet die SML sowohl an angewandten Grundlagenstudien als auch an Projekten, die in Kooperation mit Praxispartnern durchgeführt werden. Finanzierungsquellen sind u. a. der Bund, der Kanton Zürich, der Schweizerische Nationalfonds, Innosuisse, EU-Forschungsinstitutionen und Praxispartner. Stand 2023 liefen insgesamt 85 Forschungsprojekte an der SML.
Die SML veröffentlicht Studien zu verschiedenen Themen, beispielhaft 2017 zur Zukunft der Bankbranche in der Schweiz, 2019 zum politischen Einfluss von Städten gegenüber dem Land oder 2025 zur Rolle von mobilem Bezahlen unter den Zahlungsmitteln.